# میگل بدویا
میگل بدویا (انگلیسی: Miguel Bedoya؛ زادهٔ ۱۵ آوریل ۱۹۸۶) بازیکن فوتبال اهل اسپانیا است.
از باشگاه‌هایی که در آن بازی کرده‌است می‌توان به باشگاه فوتبال لفسکی صوفیه و باشگاه فوتبال نومانسیا اشاره کرد.